# Шенява
Шеня̀ва (на полски: Sieniawa) е град в Югоизточна Полша, Подкарпатско войводство, Пшеворски окръг. Административен център е на градско-селската Шенявска община. Заема площ от 6,74 км2.

## Население
Според данни от полската Централна статистическа служба, към 1 януари 2014 г. населението на града възлиза на 2 179 души. Гъстотата е 323 души/км2.